# Токенізм
Токені́зм (англ. tokenism) — концепція, запропонована Розабет Кентер, постулює, що на групову динаміку впливає пропорція людей з різних культурних категорій в групі (зокрема, з гендерної та расової приналежності).
В асиметричній групі її учасники та учасниці, які складають більшість за якимись із зазначених ознак, були названі домінантами, а ті, хто кількісно лише символічно представлені в групі, — токенами (символами). Як останні, наприклад, виступають 2-3 афроамериканських дітей у школі для білих.
Токени через свою малу чисельність більш помітні, більш стереотипно сприймаються, їх характеристики перебільшуються в порівнянні з домінантами. Жінки в чоловічому діловому світі виступають в ролі токенів. Звідси різне сприйняття чоловіків і жінок в організаціях (гендерні стереотипи).
Розабет Кентер виявила 4 неформальних ролі жінок-токенів:
1. «мати» — від неї чекають емоційної підтримки, а не ділової активності;
2. «спокусниця» (seductress) — тут жінка виступає лише сексуальним об'єктом; лише чоловіки з високим посадовим статусом в організації викликають обурення у колег-чоловіків;
3. «іграшка, талісман» (pet, mascot) — мила, але не ділова жінка, що приносить удачу;
4. «залізна леді» (iron maiden) — цим токеном приписується нежіноча жорсткість ділових жінок, і вони особливо ізольовані від групи.

Всі ці ролі заважають жінкам зайняти положення рівних домінант в групі, знижують можливості їх службового зростання, тобто стабілізують гендерну нерівність та дискримінацію жінок, і змінити цю ситуацію може збільшення числа жінок в організаціях, гендерна політика квотування (Bartol, Martin, 1986). 
У багатьох випадках відмінності між статями пояснюються поєднанням біологічних і соціальних факторів.